# Ивановка (Измалковский район)
Ивановка — деревня в Измалковском районе Липецкой области.
Входит в состав Лебяженского сельсовета.

## География
Деревня Ивановка находится на левом берегу реки Полевые Локотцы и на юге граничит с деревней Заречье-Александровка.
Через деревню проходит просёлочная дорога.

## Население
| 2010 |
| ---- |
| 5    |